# Góry Sanuki
Góry Sanuki (jap. 讃岐山脈, Sanuki-sanmyaku) – łańcuch górski na japońskiej wyspie Sikoku (Shikoku). 
Łańcuch stanowi naturalną granicę pomiędzy  prefekturami Kagawa i Tokushima. Najwyższym wzniesieniem tych gór jest szczyt Ryūō (竜王山, Ryūō-zan), liczący 1 060 m n.p.m.

## Galeria

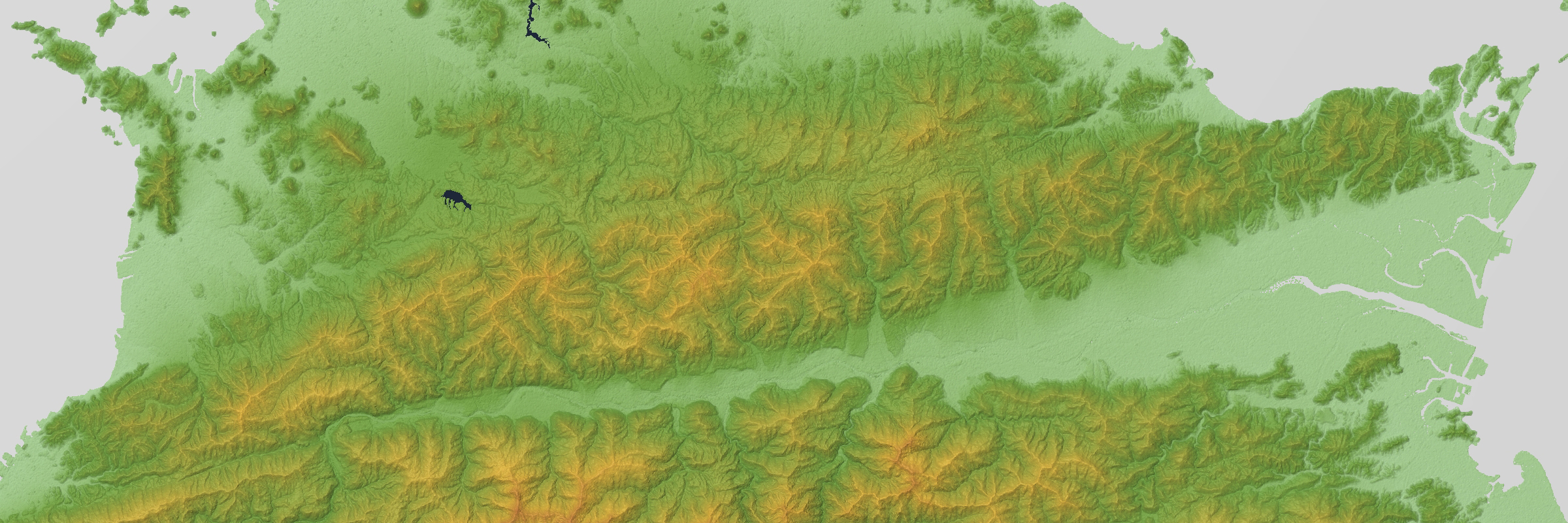
Góry Sanuki
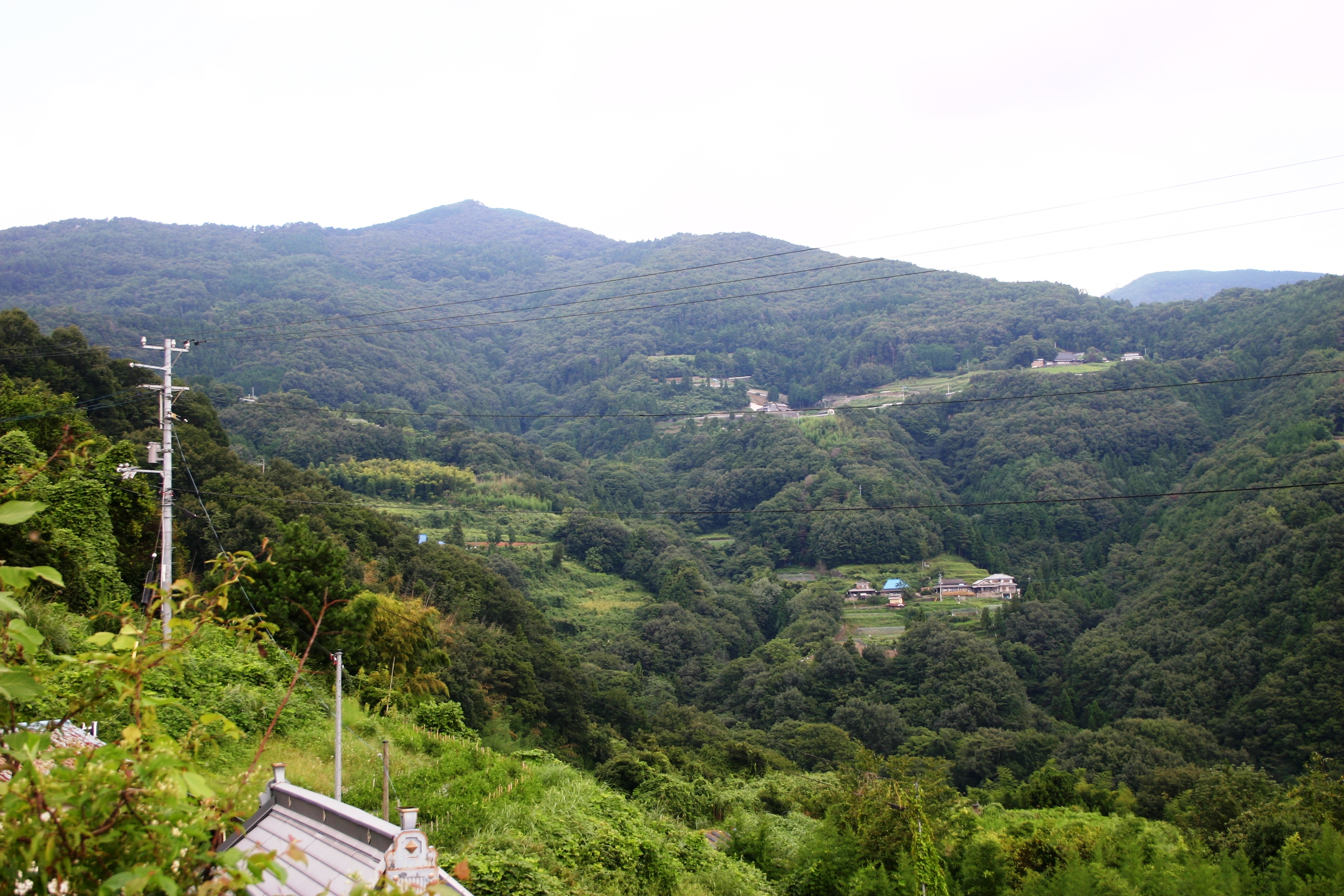
Szczyt Ryūō